# Grönnan
Grönnan is een Zweeds zandbank annex eiland behorend tot de Lule-archipel.  Het eiland ligt aan de noordzijde van Storbrändön bij de uitstulping van voormalige eiland Svartgrundet dat nu aan Storbrändön vastzit. Het heeft geen oeververbinding en is onbebouwd.